# ゴレンタン
『ゴレンタン』はフジテレビで放送されていたバラエティ番組。2回のパイロット版の放送を経て、レギュラー化された。

## 概要
5組の芸能人を「出走者」に見立て、様々な物事でレースを実施。その順位を1位から5位まで全て当てる「5連単」に挑む番組。
スタジオでは順位予想を各自行い、完全的中に成功した人には番組から「ゴレントンコイン（番組のシンボルキャラクターであるブタの鼻を模した金貨）」が送られる。

## 出演者
| #                 | 放送期間                | パネラー                                                                  | ゴレントン(声の出演)               | アシスタント |
| ----------------- | ----------------------- | ------------------------------------------------------------------------- | ---------------------------------- | ------------ |
| パイロット版第1回 | 2011年1月2日            |                                                                           | 佐野瑞樹（フジテレビアナウンサー） | －           |
| パイロット版第2回 | 2011年3月22日           | えなりかずき、土田晃之 徳光和夫、西川史子 フットボールアワー、Lina（MAX） | 佐野瑞樹（フジテレビアナウンサー） | －           |
| レギュラー以降    | 2011年4月14日 - 9月21日 | 設楽統、柳原可奈子 宮崎哲弥（隔週）、勝谷誠彦（同） ゲスト1～2名          | 佐野瑞樹（フジテレビアナウンサー） | 真山れみ     |

## ネット局と放送時間
| 放送対象地域   | 放送局                    | 系列           | 放送日時                     | 放送期間                 | 備考       |
| -------------- | ------------------------- | -------------- | ---------------------------- | ------------------------ | ---------- |
| 関東広域圏     | フジテレビ（CX）          | フジテレビ系列 | 水曜 0:45 - 1:10（火曜深夜） | 2011年4月13日 - 9月21日  | 制作局     |
| 宮城県         | 仙台放送（OX）            | フジテレビ系列 | 水曜 0:45 - 1:10（火曜深夜） | 2011年4月13日 - 9月21日  | 同時ネット |
| 近畿広域圏     | 関西テレビ（KTV）         | フジテレビ系列 | 火曜 1:30 - 1:58（月曜深夜） | 2011年4月19日 - 10月4日  | 13日遅れ   |
| 広島県         | テレビ新広島（TSS）       | フジテレビ系列 | 水曜 0:35 - 1:00（火曜深夜） | 2011年4月20日 - 9月28日  | 7日遅れ    |
| 福岡県         | テレビ西日本（TNC）       | フジテレビ系列 | 水曜 0:35 - 1:00（火曜深夜） | 2011年4月20日 - 9月28日  | 7日遅れ    |
| 新潟県         | 新潟総合テレビ（NST）     | フジテレビ系列 | 木曜 0:35 - 1:00（水曜深夜） | 2011年4月21日 - 10月6日  | 8日遅れ    |
| 岡山県・香川県 | 岡山放送（OHK）           | フジテレビ系列 | 木曜 0:35 - 1:00（水曜深夜） | 2011年4月21日 - 10月6日  | 15日遅れ   |
| 熊本県         | テレビ熊本（TKU）         | フジテレビ系列 | 木曜 0:35 - 1:05（水曜深夜） | 2011年4月21日 - 9月29日  | 8日遅れ    |
| 中京広域圏     | 東海テレビ（THK）         | フジテレビ系列 | 金曜 1:35 - 2:05（木曜深夜） | 2011年4月22日 - 10月21日 | 16日遅れ   |
| 愛媛県         | テレビ愛媛（EBC）         | フジテレビ系列 | 木曜 1:00 - 1:25（水曜深夜） | 2011年4月23日 - 10月20日 | 36日遅れ   |
| 石川県         | 石川テレビ（ITC）         | フジテレビ系列 | 月曜 1:25 - 1:50（日曜深夜） | 2011年4月25日 - 11月14日 | 19日遅れ   |
| 岩手県         | 岩手めんこいテレビ（mit） | フジテレビ系列 | 火曜 0:35 - 1:00（月曜深夜） | 2011年4月26日 - 10月4日  | 13日遅れ   |
| 高知県         | 高知さんさんテレビ（KSS） | フジテレビ系列 | 火曜 0:35 - 1:00（月曜深夜） | 2011年4月26日 - 10月4日  | 13日遅れ   |
| 長崎県         | テレビ長崎（KTN）         | フジテレビ系列 | 火曜 0:35 - 1:00（月曜深夜） | 2011年4月26日 - 10月4日  | 13日遅れ   |
| 秋田県         | 秋田テレビ（AKT）         | フジテレビ系列 | 水曜 0:35 - 1:00（火曜深夜） | 2011年4月27日 - 10月5日  | 14日遅れ   |
| 山形県         | さくらんぼテレビ（SAY）   | フジテレビ系列 | 水曜 0:35 - 1:00（火曜深夜） | 2011年4月27日 - 10月19日 | 14日遅れ   |
| 佐賀県         | サガテレビ（STS）         | フジテレビ系列 | 水曜 0:35 - 1:05（火曜深夜） | 2011年4月27日 - 10月26日 | 14日遅れ   |
| 長野県         | 長野放送（NBS）           | フジテレビ系列 | 木曜 1:10 - 1:35（水曜深夜） | 2011年4月28日 - 10月6日  | 15日遅れ   |
| 福井県         | 福井テレビ（FTB）         | フジテレビ系列 | 火曜 0:40 - 1:05（月曜深夜） | 2011年5月3日 - 10月11日  | 20日遅れ   |
| 福島県         | 福島テレビ（FTV）         | フジテレビ系列 | 木曜 0:39 - 1:04（水曜深夜） | 2011年5月5日 - 10月13日  | 22日遅れ   |
| 青森県         | 青森テレビ（ATV）         | TBS系列        | 火曜 1:00 - 1:25（月曜深夜） | 2011年5月10日 - 10月25日 | 34日遅れ   |
| 沖縄県         | 沖縄テレビ（OTV）         | フジテレビ系列 | 日曜 1:05 - 1:30（土曜深夜） | 2011年5月22日 - 10月25日 | 39日遅れ   |
| 島根県・鳥取県 | 山陰中央テレビ（TSK）     | フジテレビ系列 | 月曜 15:05 - 15:29           | 2011年7月4日 - 12月26日  | 83日遅れ   |

## 備考
- パイロット版はフジテレビ系列全国ネット。2回のうち1回目はクロスネット局では放送されなかったが、2回目はテレビ大分（TOS）でも放送された。
  - フジテレビ系列局のほとんどの局で放送されているがシングルネット局である北海道文化放送と鹿児島テレビの2局はレギュラー版は未放送となっている。
- 富山テレビでは不定期放送。
- テレビ愛媛は9月22日（21日深夜）より枠移動し、現時間帯で放送。それまでは土曜2:05 - 2:30（金曜深夜）。また、8月中は『めちゃ×2イケてるッ!』の再放送を放送していたために休止、遅れ日数が拡大した。

## スタッフ

### レギュラー版
- ナレーター：茂木淳一
- 編成企画：塩原充顕（フジテレビ）
- 構成：田中到、工藤ひろこ、オークラ、本松エリ、 安部裕之
- TD/SW：大山浩文、片平哲也、竹内弘佳
- CAM：若林茂人、古俣智則
- VE：東海林学、田中昭博
- AUD：谷川宏輝
- 照明：安藤雄郎
- TK：TBG
- ビジュアルクリエーター：薗部健
- EED：奥山雄高
- MA：高橋友樹
- 音響効果：大久保吉久（3×7）
- キャラクターデザイン：岸和弘
- キャラクターオペレーション：佐藤薫生、佐々木あゆみ
- CG：鈴木千夏、北岡誠
- デジタルコンテンツ：寺記夫
- 美術プロデューサー：木村文洋
- セットデザイン：野口陽介
- 美術進行：横山勇
- 大道具製作：菅原英一
- アクリル装飾：池澤明徳
- 装飾：高田修司
- アートオブジェ：長濱大作
- 電飾：森智
- 衣装：長谷文人
- マルチ：大高貢
- メイク：石田あゆみ
- 技術協力：八峯テレビ、FLT、RAFT、IMAGICA、Bigtown's、東京オフラインセンター
- 美術協力：フジアール
- リサーチ：JFK
- 広報：小出和人（フジテレビ）
- AP：渡邉修一郎（LOGIC）
- アシスタントディレクター：児玉萌、雨宮光洋、小塚裕太郎、大川太郎
- チーフアシスタントディレクター：松山岳宗（LOGIC）、太田和騎
- ディレクター：小田切大輔、太田実、永松近也、桶屋信次（LOGIC）
- チーフディレクター：亀田剛
- 総合演出：田中経一（ホームラン製作所）
- プロデューサー：江上雅彦（LOGIC）
- チーフプロデューサー：服部信男（FCC）
- 制作：FCC
- 制作著作：フジテレビ